# Pitfirrane Castle

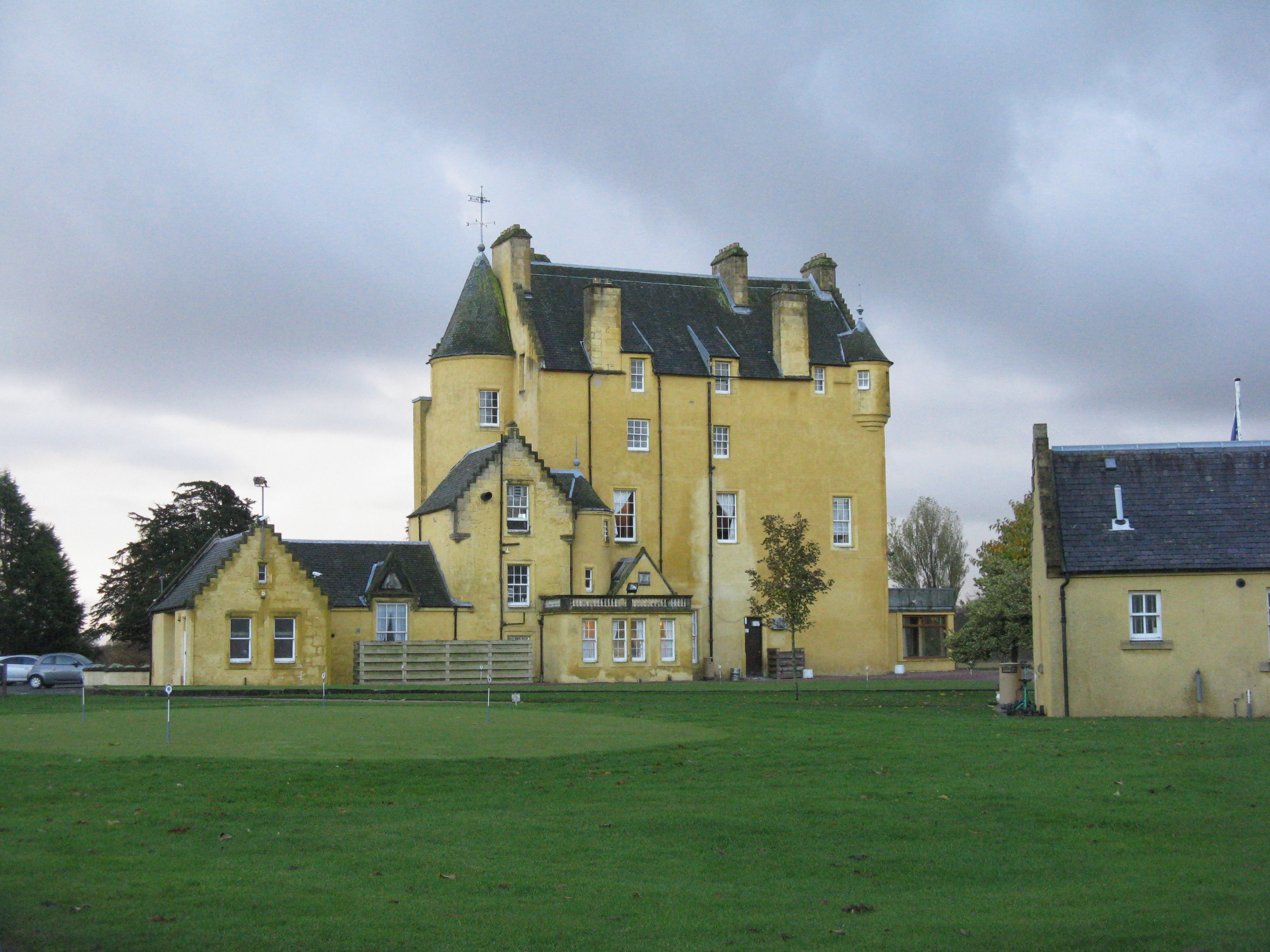
Pitfirrane Castle

Pitfirrane Castle ist ein Tower House in der schottischen Ortschaft Crossford in der Council Area Fife. 1971 wurde das Bauwerk als Einzeldenkmal in die schottischen Denkmallisten in der höchsten Denkmalkategorie A aufgenommen.

## Geschichte
Pitfirrane Castle entstammt den 15. Jahrhundert. Im Jahre 1573 ging das Tower House an George Halkett über, der zur Aufstockung den Wehrgang entfernen, die Ecktourellen sowie einen Treppenturm anbauen ließ, woraus ein L-förmiger Grundriss resultierte. Auf einem Sturz ist die Jahresangabe 1583 zu finden. Im späten 17. Jahrhundert ließ Charles Halkett an der Ostseite ein L-förmigen Anbau hinzufügen. Dieser befand sich 1975 in einem ruinösen Zustand und wurde abgebrochen. Auch der 1854 von David Bryce hinzugefügte Vorbau im Innenwinkel ging bei dieser Maßnahme verloren. Von Bryce blieb jedoch der flache Bedienstetenflügel an der Nordseite mit vorgelagerten Rundturm erhalten. Im späteren 19. und im 20. Jahrhundert wurde Pitfirrane Castle weiter überarbeitet. Seit 1953 fungiert das Tower House als Vereinssitz des lokalen Golfclubs. 1975 wurde an der Südseite ein Flachbau ergänzt, der 1980 zu einem vollständigen L ergänzt wurde.

## Beschreibung
Das dreistöckige Tower House steht am Südrand des Golfplatzes im Südwesten von Crossford. Die Fassaden des L-förmigen Gebäudes sind mit Harl verputzt. An der Westfassade kragen Ecktourellen aus. Vor der Westfassade ragt ein Rundturm mit schiefergedeckten Kegeldach auf. Aus dem schiefergedeckten Satteldach treten Schleppdachlukarnen heraus.